# Kreator
Kreator és un grup famós de thrash metal creat el 1982 a Essen, Alemanya. El seu so ha estat fortament influenciat per grups com Slayer i Venom. El seu estil és similar al dels seus compatriotes Destruction i Sodom.

## Història
Després de signar un contracte discogràfic amb Noise Records en 1985, la banda finalment canvia el seu nom a Kreator, i graven el seu primer àlbum en tan sols 10 dies. Aquest treball es va titular "Endless Pain" (Dolor Inacabable) la banda inicia el seu primer tour per a promocionar aquest àlbum contractant al desaparegut exguitarrista de Sodom, Michael Wulf, per a un únic concert en viu al costat de Kreator.
En 1986 Kreator llança al mercat el seu àlbum "Pleasure To Kill" (Plaer de Matar) el qual és àmpliament considerat un clàssic del Thrash Metal. Sense discussió és un dels àlbums més pesats i ràpids de Metal, i alhora és una mostra del creixement de l'habilitat tècnica i el talent dels integrants de la banda. El tema "Flag Of Hate" (Bandera d'Odi) es va convertir en el primer èxit de Kreator, i la banda va arribar en aquest moment a ser una de les bandes noves més prometedores en els Festivals de Metal a Europa.
El 1987 surt al mercat el seu treball "Terrible Certainty" (Certesa Terrible), el qual és considerat per molts el millor àlbum de Kreator. Gràcies a l'entrada del seu nou guitarrista Jörg Trzebiatowski, els arranjaments van ser més complexos i els temps més variats. La popularitat de la banda va continuar en creixement gràcies a l'èxit del tema "Behind The Mirror" (Darrere del Mirall). Els Kreator les hi van arreglar per a aconseguir el temps i els diners suficients per a gravar i publicar el mateix any el seu Long Play "Out of the Dark Into the Light" ("Fora de la Foscor Cap a la Llum").
El 1988 Kreator finalment signa amb un segell discogràfic important, Epic Records. El seu debut amb aquest segell va ser l'àlbum "Extreme Aggression" (Agressió Extrema), que es va convertir en un èxit del Metal. Aquest àlbum continua amb la fórmula del treball anterior, "Terrible Certainty", però alhora mostra el progrés musical de la banda i gràcies a la millora en la producció, aquesta vegada a càrrec de Randy Burns, la banda finalment va obtenir els seus més importants senzills amb vídeos promocionals, entre ells el tema "Betrayer" (Traïdor), assolint altes rotacions en el MTV's Headbangers Ball. La banda fa el seu primer tour per l'Amèrica del Nord al costat de Suicidal Tendencies, el qual magnificà encara més la seva popularitat fora d'Europa.
En 1990, amb el seu nou guitarrista Frank "Blackfire" Gosdzik, Kreator llança el seu treball "Comma Of Souls" (Coma d'Ànimes). Aquest àlbum no va rebre una acollida tan positiva com els seus predecessors (molts consideren que va ser gravat amb molt presa i és un poc repetitiu), però d'igual manera va obtenir cert reconeixement gràcies a temes com "People Of The Lie" (Gent de la Mentida). El mateix any Kreator llança al mercat el seu primer vídeo en format VHS, titulat "Live in East Berlin", el qual no ha estat reeditat en cap altre format fins a la data.
Les coses van canviar en la dècada dels 90, Kreator decideix experimentar amb sons Death i Industrial Metal. El resultat va ser el seu treball "Renewal" (Renovació) de 1992, el qual conté influències de sons comuns de l'Industrial Metal al costat de Death Metal molt pesat. Encara que van aconseguir una audiència nova i més comercial, molts dels seus més fidels fanàtics van acusar la banda d'haver-se venut al mercat de la música. Kreator, després de ser reconeguda com una excel·lent banda en viu, va sofrir de poca audiència en les seves presentacions, a causa del rebuig a les seves influències industrials.
La banda comença a caure a trossos, Fioretti es retira després de gravar "Renewal", essent reemplaçat per Andreas Herz. En 1994 Petrozza també es retira, deixant a Haw com l'únic membre present de l'alineació inicial. Així i tot, Petrozza va tornar a la banda. I per a complicar encara més les coses, el seu contracte amb Epic els va ser cancel·lat. Kreator decideix signar amb GUN Records i gravar aquest mateix any amb aquesta alineació el seu àlbum "Cause for Conflict" (Causa de Conflicte). El so d'aquest àlbum conté clares influències de Pantera i Machine Head, tornant a un so més agressiu que en el seu treball anterior.
En l'any 1996 Kreator decideix treure al mercat un àlbum compilatori a través del seu segell per a aquest moment, Noise Records, el resultat va ser "Scenarios Of Violence" (Escenaris de Violència) el qual no només conté una col·lecció retrospectiva amb temes remasteritzats i digitalment remesclats per Siggi Bemm i el mateix Mille Petrozza, sinó igualment dos temes nous i diversos talls inèdits en viu, gravats en el Dynamo Club d'Eindhoven, Holanda en 1988.
La banda va continuar experimentant amb el seu so, gravant els seus treballs "Outcast" el 1997 i "Endorama" el 1999, dos àlbums en els quals encara que van experimentar amb influències de música Goth i Ambient, mantenien els seus ritmes i essències compositives de Metal.
Novament en 1999, Kreator decideix fer una compilació que conté una selecció dels seus temes més escoltats durant la dècada dels 90, titulat "Voices Of Transgression - A 90's Retrospective" sota el seu actual segell discogràfic GUN Records. Aquesta col·lecció d'èxits, compilada per Mille Petrozza, conté tres temes inèdits en directe: "Inferno", "As We Watch the West" i una versió de The Sisters Of Mercy "Lucretia (My Reflection)".
Igualment, en l'any 2000, Kreator llança al mercat un CD Single del tema "Chosen Few" (Els Pocs Escollits), tema contingut originalment en l'àlbum "Endorama". Aquest CD single conté un nou tema inèdit, "Children of a Lesser God" (Nens d'un Déu Inferior) i els videoclips dels temes "Chosen Few" i "Endorama".
En l'any 2001, Kreator grava i ens lliura el seu furiós àlbum "Violent Revolution" (Revolució Violenta), amb el qual van tornar definitivament al seu característic so Thrash Metal. Va ser rebut amb els braços oberts tant per la crítica com pels seus fanàtics de sempre. La gira que va acompanyar a aquest àlbum va ser extremadament reeixida i li va presentar un nou Kreator a una nova i més jove generació de fanàtics del metal.
Per a l'any 2003, la banda es troba de nou en la millor forma, i aprofitant aquest impuls, preparen el seu primer i únic CD doble en viu titulat "Live Kreation", el qual surt al mercat en conjunt amb un DVD en directe anomenat "Live Kreation: Revisioned Glory".

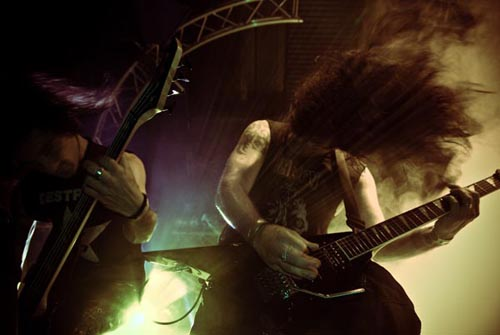
Kreator al Hole in the Sky el 2007

L'any 2005, va anar de nou un any perquè els fanàtics de Kreator gaudissin de més material inèdit de la banda. Finalment graven sota el seu nou segell discogràfic, Steamhammer Records, el seu nou àlbum "Enemy Of God" (Enemic de Déu), el qual va sortir al mercat al gener d'aquest any. Rebut amb gran expectativa, no decep de cap manera ni als seus antics ni als seus nous fanàtics. Després, a l'octubre de l'any 2006, va anar reeditat amb el títol "Enemy of God: Revisited", el qual conté excel·lent material en viu inèdit gravat en Busan, Corea, inserit com a bonus tracks en el CD. Igualment conté un Bonus DVD ple de videoclips i talls en viu. Igualment cal destacar que el 3 de juny de l'any 2005, Kreator es va presentar en viu per primera vegada en un país Nord-africà, específicament a Casablanca, El Marroc, en un festival anomenat L'Boulevard.
La Banda està planejant reeditar el concert Live in East Berlin en versió DVD per al 2008 i llançar el seu nou disc per al 2009, "Hordes Of Chaos".

## Membres
- Mille Petrozza - Veu, Guitarra (1982 - present cofundador)
- Jürgen "Ventor" Reil - Bateria (1982-1993 - 1993-present cofundador)
- Sami Yli-Sirniö - Guitarra (2001 - present)
- Frédéric Leclercq - Baix (2019 - present)

## Discografia
- Blitzkrieg (demo)(Tormentor:pre-kreator)[1983]
- End of the World (demo)(Tormentor:pre-kreator)[1984]
- Endless Pain (1985)
- Pleasure to Kill (1986)
- Terrible Certainty (1987)
- Out of the Dark...Into the Light (1988)
- Extreme Aggresion (1989)
- We Give You Pain / Live in Berlin (1989)
- Coma of Souls (1990)
- Renewal (1992)
- Cause for Conflict (1995)
- Scenarios of Violence (1996)
- Outcast (1997)
- Endorama (1999)
- Voices of Transgression / A 90s Retrospective (1999)
- Past Life Trauma (2000)
- Violent Revolution (2001)
- Live Kreation - Revisioned Glory (2003)
- Enemy of God (2005)
- Hordes of Chaos (2009)
- Phantom Antichrist (2012)
- Gods of Violence (2017)
- Hate Über Alles (2022)

## Videografia
- Live in East Berlin VHS (1990)
- Hallucinative Comas VHS (1991)
- Live Kreation: Revisioned Glory DVD (2003)
- Enemy of God Revisited Bonus DVD (2006)
- At the Pulse of Kapitulation (2008)